# Tailhac

Tailhac este o comună în departamentul Haute-Loire, Franța. În 2009 avea o populație de 85 de locuitori.